# آرتور کانینگهام
آرتور کانینگهام (انگلیسی: Arthur Cunynghame; ۳ اوت ۱۸۱۲ – ۱۰ مارس ۱۸۸۴) افسر اهل پادشاهی متحد بریتانیای کبیر و ایرلند بود.